# Polyporivora boletina
Polyporivora boletina är en tvåvingeart som först beskrevs av Fallen 1815.  Polyporivora boletina ingår i släktet Polyporivora och familjen svampflugor. Arten är reproducerande i Sverige. Inga underarter finns listade i Catalogue of Life.